# Pinhal de São Bento
Pinhal de São Bento – miasto i gmina w Brazylii, w stanie Parana. Znajduje się w mezoregionie Sudoeste Paranaense i mikroregionie Francisco Beltrão.